# Glossotrophia corrivularia
Glossotrophia corrivularia är en fjärilsart som beskrevs av Pierre Millière 1869. Glossotrophia corrivularia ingår i släktet Glossotrophia och familjen mätare. Inga underarter finns listade i Catalogue of Life.